# St. Vitus (Leubach)

St. Vitus (Leubach)

St. Vitus ist eine römisch-katholische Kirche in Leubach, einem Gemeindeteil von Fladungen im unterfränkischen Landkreis Rhön-Grabfeld in Bayern. Das denkmalgeschützte Bauwerk entstand Ende des 18. Jahrhunderts. Die Kuratie gehört zur Pfarreiengemeinschaft Fladungen-Nordheim im Dekanat Bad Neustadt des Bistums Würzburg.

## Beschreibung
Die klassizistische Saalkirche wurde, nachdem die vorherige Kapelle zu klein geworden war, 1795 nach einem Entwurf von Johann Michael Schauer gebaut. Sie besteht aus einem Langhaus mit drei Jochen, einem eingezogenen Chor aus einem Joch mit dreiseitigem Schluss im Nordosten und einem dreiteilig durch Lisenen gegliederten Fassadenturm im Südwesten, der vollständig in das Langhaus eingestellt und mit einer schiefergedeckten Welschen Haube bedeckt ist. Das Portal im Fassadenturm wird von zwei Statuen in Nischen flankiert, eine weitere steht in der Mitte des Schweifgiebels, darüber befindet sich das Zifferblatt der Turmuhr. Im obersten Geschoss steht der Glockenstuhl mit vier Glocken, die von der Glockengießerei Otto hergestellt wurden. 
Zur Kirchenausstattung gehört der Hochaltar, der nach 1730 aufgestellt wurde. Die Seitenaltäre stammen aus dem Kloster Bildhausen. Die Orgel mit 10 Registern, 2 Manualen und Pedal wurde 1940 von Michael Weise gebaut.